# Gottlieb Taschler
Gottlieb Taschler, né le 21 août 1961 à Rasun Anterselva (Antholz) dans le Trentin-Haut-Adige, est un biathlète puis dirigeant sportif italien.

## Biographie
Gottlieb Taschler commence sa carrière internationale en 1982, puis prend part aux Championnats du monde d'Antholz en 1983, où il se classe 18e de l'individuel. En 1984, il découvre les Jeux olympiques qui se déroulent à Sarajevo (19e du sprint et cinquième du relais). En 1985, il entre pour la première fois dans le top dix, se classant cinquième de l'individuel des Championnats du monde à Ruhpolding, ce qui reste son meilleur résultat individuel en grand rendez-vous.
Aux Championnats du monde 1986 et aux Jeux olympiques d'hiver de 1988, il est médaillé de bronze sur le relais. En 1991, il remporte avec l'Italie le titre mondial de l'épreuve par équipes. Individuellement, il a obtenu un podium en Coupe du monde durant la saison 1985-1986 à Antholz, sa ville natale, sur l'individuel.
Il finit sa carrière sportive aux Jeux olympiques d'Albertville en 1992. Il devient rapidement entraîneur de l'équipe nationale italienne.
En 2014, alors occupant les fonctions de vice-président de l'Union internationale de biathlon, il est impliqué dans une affaire de dopage avec son fils Daniel, actif dans l'équipe nationale italienne.

## Palmarès

### Jeux olympiques d'hiver
| Épreuve / Édition   | Individuel | Sprint | Relais                              |
| ------------------- | ---------- | ------ | ----------------------------------- |
| JO 1984 Sarajevo    | -          | 19e    | 5e                                  |
| JO 1988 Calgary     | 11e        | -      | Médaille de bronze, Jeux olympiques |
| JO 1992 Albertville | 44e        | -      | -                                   |

### Championnats du monde
| Épreuve     | 1983 à Antholz                   | 1985 à Ruhpolding                | 1986 à Oslo                        | 1987 à Lake Placid               | 1989 à Feistritz | 1990 à Minsk et Oslo | 1991 à Lahti                  |
| ----------- | -------------------------------- | -------------------------------- | ---------------------------------- | -------------------------------- | ---------------- | -------------------- | ----------------------------- |
| Individuel  | 18e                              | 5e                               | 29e                                | 18e                              | 23e              | 50e                  |                               |
| Sprint      | -                                | -                                | 6e                                 |                                  | 16e              | -                    | -                             |
| Relais      | 10e                              | 8e                               | Médaille de bronze, Coupe du Monde | 8e                               | -                | -                    | -                             |
| Par équipes | Épreuve inexistante à cette date | Épreuve inexistante à cette date | Épreuve inexistante à cette date   | Épreuve inexistante à cette date | -                | 9e                   | Médaille d'or, Coupe du Monde |

### Coupe du monde
- 1 podium individuel : 1 deuxième place.